# کریستینو پیچینی
کریستینو پیچینی (ایتالیایی: Cristiano Piccini؛ زادهٔ ۲۶ سپتامبر ۱۹۹۲) بازیکن فوتبال اهل ایتالیا است که در پست مدافع برای باشگاه فوتبال آتالانتا بازی می‌کند.

## باشگاهی
از باشگاه‌هایی که در آن بازی کرده‌است می‌توان به باشگاه فوتبال لیورنو، باشگاه فوتبال فیورنتینا، باشگاه فوتبال اسپتزیا و باشگاه فوتبال رئال بتیس اشاره کرد.

## تیم ملی
وی همچنین در تیم‌های ملی فوتبال زیر ۱۹ سال ایتالیا، زیر ۲۰ سال ایتالیا، زیر ۲۱ سال ایتالیا و تیم اصلی ایتالیا بازی کرده‌است.